# セレブレーション (映画)
『セレブレーション』（デンマーク語: Festen、英語: The Celebration）は1998年制作のデンマーク映画。ある実業家の還暦祝いに集まった家族の秘密を描いたドラマ。ドグマ95のルールに則って製作された映画で、同年のカンヌ国際映画祭 審査員賞を受賞した。スティーヴン・ジェイ・シュナイダーの『死ぬまでに観たい映画1001本』に掲載されている。

## ストーリー
ホテル王ヘルゲの還暦祝いのパーティーが開かれ、家族の者達が皆集まった。
ヘルゲの長男クリスチャンは、自殺した双子の妹リンダのための復讐として、父によって妹とともに性的虐待を受けていたことをパーティーの場で告白した。
そして、その告白はパーティーの空気を不穏なものにしていった。

## キャスト
- ウルリク・トムセン：クリスチャン（長男）
- ヘニング・モリツェン：ヘルゲ（父）
- トマス・ボー・ラーセン：ミケル（次男）
- パプリカ・スティーン：ヘレン（娘）
- ヘレ・ドレリス：メッテ（母）

## 備考
この作品はデンマーク、チェコ、スウェーデン、イタリア、スペインなどヨーロッパ各地で舞台化されている。